# Xena Tango
Xena Tango  è il terzo album solista della cantautrice genovese Roberta Alloisio; Roberta Alloisio ha cantato con Luis Bacalov e Walter Rìos.
Al disco hanno collaborato anche il fratello Gian Piero Alloisio e il musicista còrso Stéphane Casalta.
L'album prende nome dal nome da Xena, nome che di Genova nel dialetto degli italo-argentini ed è dedicato alle migrazioni e ai legami tra la Liguria  e l'Argentina.

## Tracce
1. Milonga do Magon (Banchero/R. Alloisio) - 3:36
2. El dia que me quieras (Le Pera/Gardel) - 4:43
3. Barbon (De Scalzi) - 6:17
4. Caminito (Peñaloza/Filiberto) - 4:11
5. L'Angelo Custode (Ancey/Casalta) - 3:42
6. Sposa (G.P. Alloisio) - 2:48
7. Mi no veuggio ëse mi (G.P. Alloisio) - 3:31
8. La Madre (Bindi/G.P. Alloisio) - 2:55
9. Cansòn da Cheullia (Cappello/Margutti) - 3:23
10. Paloma y Corazòn (Araj/Marrale) - 3:47
11. Genova (Banchero/Gazzano) - 4:25
12. Italiani d'Argentina (Fossati) - 6:15
13. El Choclo (Villoldo) - 3:10
14. Rodriguez Peña (Greco) - 2:55

## Formazione
- Roberta Alloisio - voce
- Olivier Ancey - voce
- Stéphane Casalta - chitarra
- Gian Piero Alloisio - chitarra
- Luis Bacalov - pianoforte
- Walter Rìos - bandoneón
- Nicola Costa - chitarra elettrica